# Paolo Labisi
Paolo Labisi fue un arquitecto siciliano del siglo XVIII, que trabajó principalmente en la ciudad de Noto como exponente del estilo denominado barroco siciliano. 
La ciudad de Noto había sido totalmente reconstruida luego del fuerte terremoto de 1693. Una de las más bellas obras de Labisi es el Palazzo Villadorata, con putti sosteniendo los balcones que están ornamentados con intrincadas balaustradas de hierro forjado. 